# Mânzu, Buzău
Mânzu este un sat în comuna Cilibia din județul Buzău, Muntenia, România. Se află în estul județului, în Câmpia Bărăganului. Acest sat a fost infiintat de familia Stoica, de felul lor ciobani din Muntii Buzaului. Pe aceste locuri prin anii 1700 s-au asezat iar numele satului vine de la manzul complet negru dar care avea botul si urechile albe.
Prin jurul anilor 1830 din randul acestui sat ajunge vel - postelnic la Bucuresti - Stoica Ioan.
Biserica satului este inconjurata este inchinata protectorului si Sfantului Ilie Tesviteanul.
1. ↑  „Recensământul Populației și al Locuințelor 2002 - populația unităților administrative pe etnii”. Kulturális Innovációs Alapítvány (KIA.hu - Fundația Culturală pentru Inovație). Arhivat din original la 14 octombrie 2013. Accesat în 6 august 2013.